# Yoshihiko Saito
Yoshihiko Saito (Japón, 12 de febrero de 1972) es un atleta japonés retirado especializado en la prueba de 4x400 m, en la que consiguió ser medallista de bronce mundial en pista cubierta en 1993.

## Carrera deportiva
En el Campeonato Mundial de Atletismo en Pista Cubierta de 1993 ganó la medalla de bronce en el relevo de 4x400 metros, con un tiempo de 3:07.30 segundos, tras Estados Unidos y Trinidad y Tobago (plata).